# EMD F7
 (juillet 2022).
Si vous disposez d'ouvrages ou d'articles de référence ou si vous connaissez des sites web de qualité traitant du thème abordé ici, merci de compléter l'article en donnant les références utiles à sa vérifiabilité et en les liant à la section « Notes et références ».
La série de locomotives diesel-électriques de 1 100 kW EMD F7 a été produite entre février 1949 et décembre 1953 par Electro-Motive Division of General Motors (EMD) et General Motors Diesel (GMD).
Bien qu'initialement prévue par EMD comme locomotive pour les trains de fret, la F7 a également été utilisée pour la traction de trains de passagers, tel que le Super Chief and El Capitan du Santa Fe Railway.

## Histoire
Les F7 sont le quatrième modèle de GM-EMD dans la série des F, et la meilleure vente des "cab-unit" de tous les temps. Les F7 succèdent au modèle F3 et ont été remplacées par les F9. L'assemblage final se déroulait à l'usine GM-EMD de La Grange, Illinois ou chez GMD à London, Ontario.
Les F7 diffèrent des F3, avant tout par l'équipement interne (principalement électrique) et quelques fonctionnalités externes. Son effort de traction est plus important de 20% : 18 tonnes pour une F7 avec une réduction à 100 km/h, comparée à 14,8 tonnes pour une F3 équipée de la même réduction.
Un total de 2 366 unités équipées d'une cabine (A-units) et de 1 483 unités booster sans cabines (B-units) ont été construites. Les B-unit sont parfois appelées "F7B", tandis que les A-unit sont les "F7" ou "F7A".

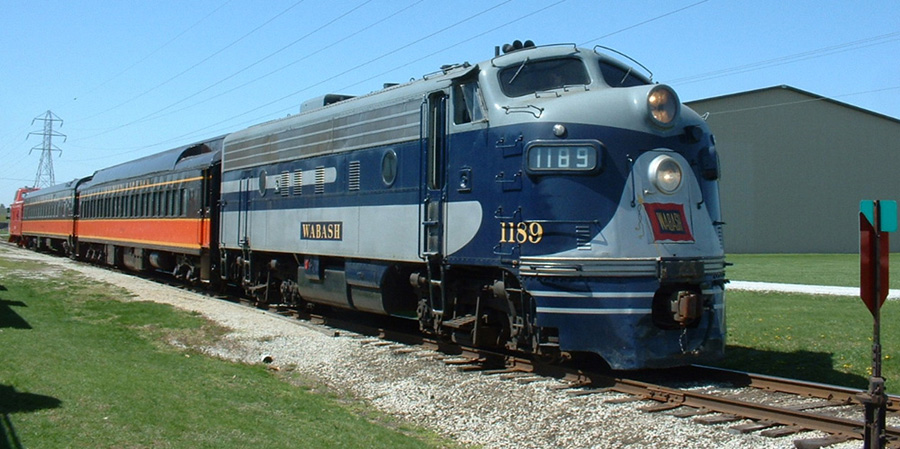
Le F7A n°1189 restauré, machine de Phase II construite en 1953 pour le  Wabash Railroad. Conservée au Monticello Railway Museum dans l'Illinois.
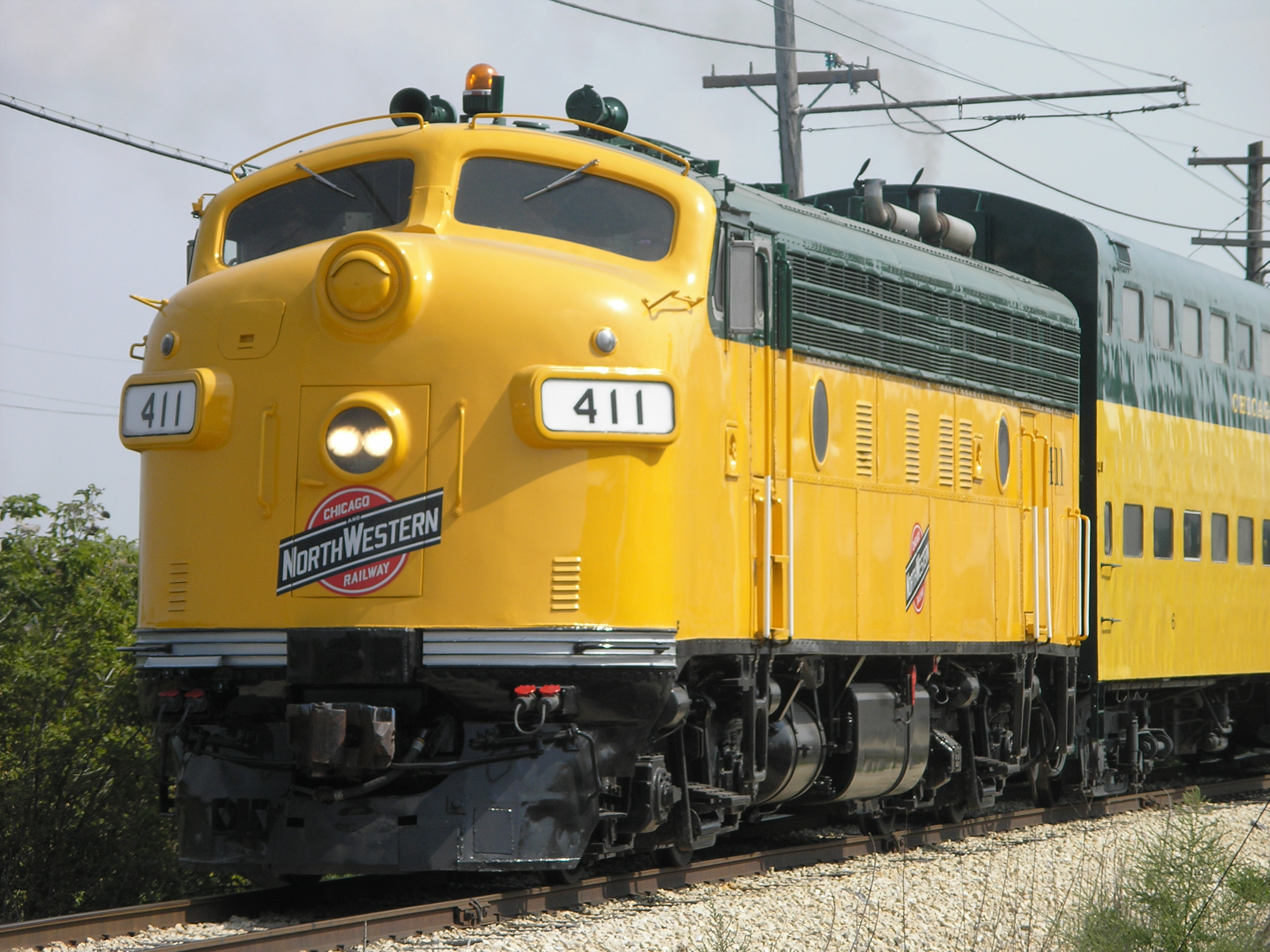
Un train de banlieue des années 1970 du Chicago & North Western tracté par la F7 n°411 au Illinois Railway Museum en 2006
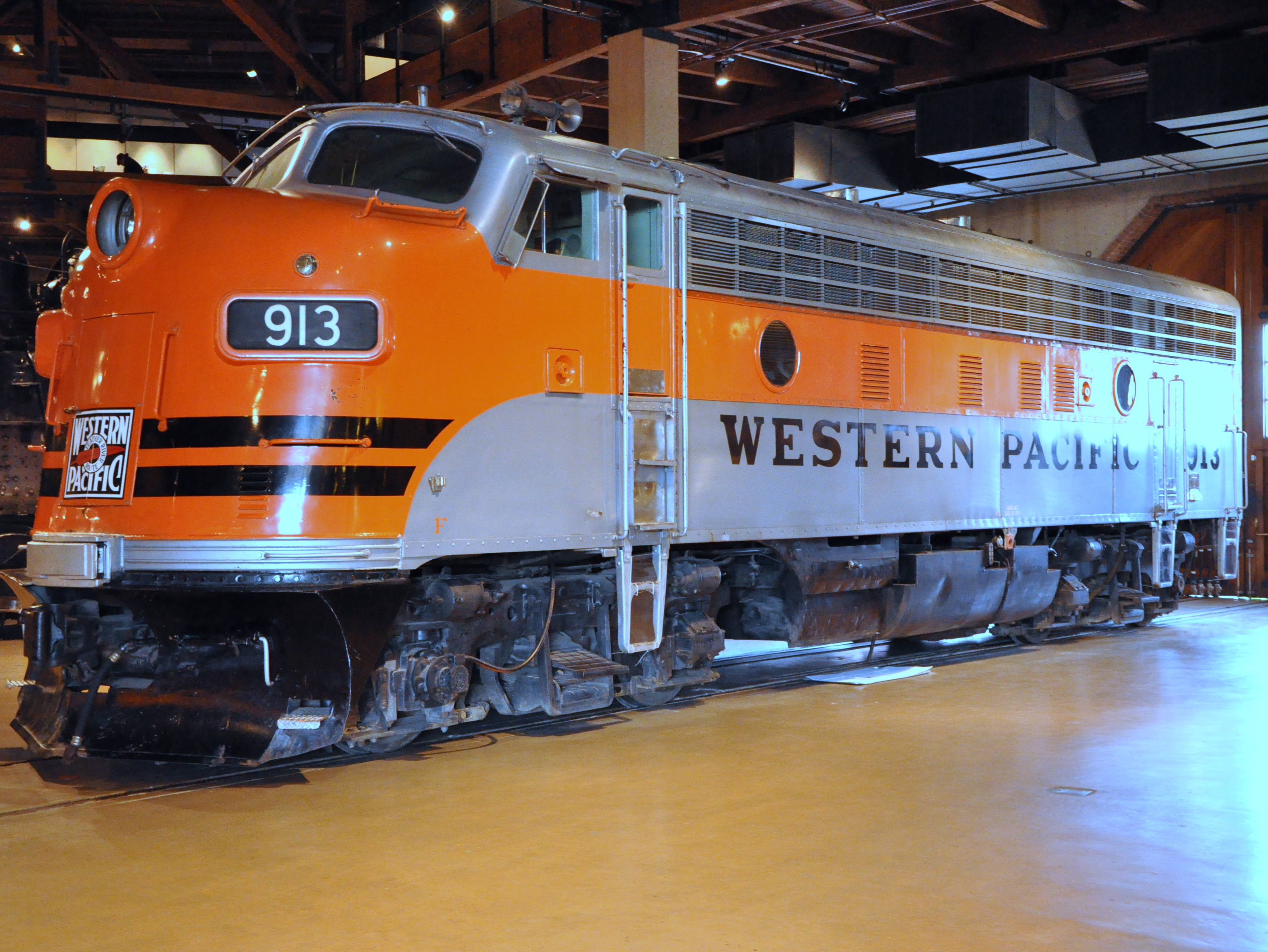
La n° 913 du Western Pacific Railroad présentée au California State Railroad Museum à Sacramento, Californie.